# Blurry (chanson de Puddle of Mudd)
Pour les articles homonymes, voir Blurry.
 (avril 2017).
Si vous disposez d'ouvrages ou d'articles de référence ou si vous connaissez des sites web de qualité traitant du thème abordé ici, merci de compléter l'article en donnant les références utiles à sa vérifiabilité et en les liant à la section « Notes et références ».
Blurry est une chanson du groupe "post-grunge" Puddle of Mudd, sortie en juillet 2001. C'est le premier single de l'album Come Clean. C'est une chanson sur les ruptures bien qu'au départ elle devait être au sujet de combien le fils de Wes Scantlin (le chanteur principal) lui manquait. On retrouve d'ailleurs cet élément dans l'ensemble du clip de la chanson.
Cette chanson a été classée numéro 5 dans les charts américains et numéro 8 au Royaume-Uni.

## Classements hebdomadaires
| Classement (2002)                         | Meilleure position |
| ----------------------------------------- | ------------------ |
| Allemagne (GfK Entertainment)             | 44                 |
| États-Unis (Alternative Songs)            | 1                  |
| États-Unis (Billboard Hot 100)            | 5                  |
| États-Unis (Mainstream Rock Tracks chart) | 1                  |
| France (SNEP)                             | 74                 |
| Irlande (IRMA)                            | 18                 |
| Italie (FIMI)                             | 37                 |
| Nouvelle-Zélande (RMNZ)                   | 9                  |
| Pays-Bas (Single Top 100)                 | 98                 |
| Royaume-Uni (UK Singles Chart)            | 8                  |
| Royaume-Uni (UK Rock Chart)               | 1                  |
| Suisse (Schweizer Hitparade)              | 72                 |

| Classement (2005)              | Meilleure position |
| ------------------------------ | ------------------ |
| États-Unis (Top 40 Mainstream) | 3                  |